# Steinschwalbe
Die Steinschwalbe (Ptyonoprogne fuligula, Syn.: Hirundo fuligula) ist eine Vogelart aus der Familie der Schwalben (Hirundinidae).

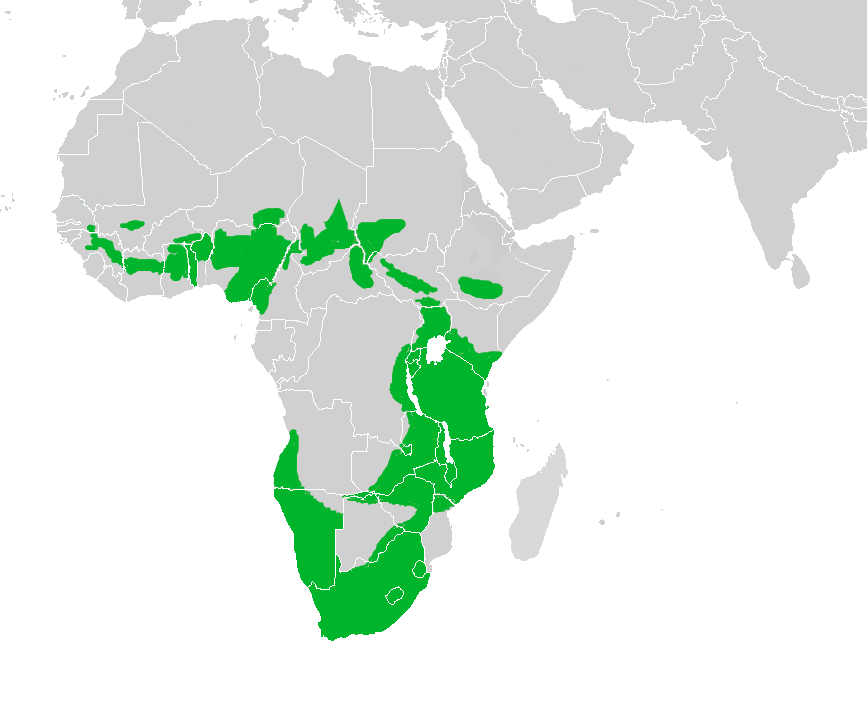
Vorkommen der Steinschwalbe

Der Vogel kommt in Subsahara-Afrika in Äthiopien, Angola, Eritrea, Kamerun, Mali, Mosambik, Namibia, Nigeria, Sierra Leone, Simbabwe, Südafrika und im Tschad sowie im Nahen Osten vor.
Der Lebensraum umfasst Wüste und wüstenartige Lebensräume, Klippen, Schluchten, der Vogel brütet auch an Ruinen und Gebäuden, auch in Städten bevorzugt oberhalb von 1500, aber auch bis 3300 m Höhe.
Der Artzusatz kommt von lateinisch fuligo, fuliginis ‚Ruß‘ und lateinisch gula ‚Kehle‘
.
Dieser Vogel ist weitgehend ein Standvogel, Höhenwanderungen im Winter kommen vor.

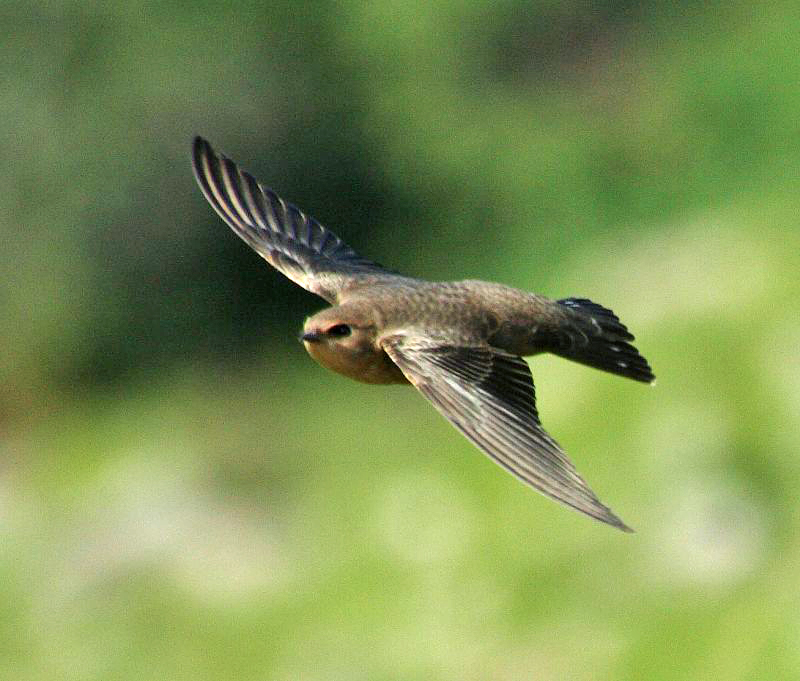
Steinschwalbe im Fluge

## Merkmale
Die Art ist 12–15 cm groß und wiegt 14–22 g, eine robuste, grau-braune oder dunkel rötlich braune Schwalbe, wuchtig und breit wirkend mit ruhigem, langsamem und stabilem Flug. Stirn bis Scheitel und die Nackenseiten sowie die Ohrdecken sind dunkelbraun. Die Kehle und angrenzende Oberbrust sind etwas kontrastierend warm rotbraun. Im Fluge auffallende blasse Unterflügeldecken und beim gespreizten, leicht gespaltenem Schwanz 8 kleine runde cremeweiße Flecken subterminal. Die Geschlechter unterscheiden sich nicht. Jungvögel haben an der Oberseite einschließlich der Flügeldecken bräunliche Federspitzen und blasse Ränder.
Der Vogel kann nur mit der selteneren braunen Morphe der Braunkehl-Uferschwalbe (Riparia paludicola) verwechselt werden, hat aber einen geraden rechteckigen Schwanz mit weißen Flecken. Die Art ähnelt der Felsenschwalbe (Ptyonoprogne rupestris), ist aber kleiner, oben etwas heller braun-grau, besonders auf Rücken und Bürzel, die Unterseite ist heller schmutzig weiß, die Kehle ist hell, nicht graubraun gefleckt, die Unterschwanzdecken sind ziemlich hell, nicht dunkel. Schließlich ist die Flügelunterseite nur im Bugbereich dunkler als der übrige Unterflügel. Der Vogel ist größer als die Uferschwalbe (Riparia riparia), hat eine wärmere braune Fiederung, einen weniger stark geteilten Schwanz und deutliche weiße „Spiegel“ am Schwanz.

## Geografische Variation
Es werden folgende Unterarten anerkannt:
- P. f. pusilla (Zedlitz, 1908), – Südmali bis Äthiopien und Eritrea
- P. f. bansoensis (Bannerman, 1923), – Sierra Leone bis Nigeria und Kamerun
- P. f. rufigula (G. A. Fischer & Reichenow, 1884), – Nordnigeria und Tschad bis Äthiopien und Simbabwe und Nordmosambik
- P. f. pretoriae Roberts, 1922, – Südwesten Simbabwes und Südmosambik bis Ostsüdafrika
- P. f. anderssoni (Sharpe & Wyatt, 1887), – Südwestangola und Namibia
- P. f. fuligula (Lichtenstein, 1842), Nominatform – Südnamibia und Westen Südafrikas

## Stimme
Die eher seltener zu hörende Stimme wird als sanftes melodisches Zwitschern, weiches und trockenes „trrt“ ähnlich Mehl oder Uferschwalbe, auch rauchschwalbenartig nasales „wick“ beschrieben sowie als kurze monotone Rufe auf klingelndes „churrrr“ endend.

## Lebensweise
Die Nahrung besteht hauptsächlich aus fliegenden Insekten, manchmal auch nachts um Lichtquellen herum. Gejagt wird paarweise oder in kleinen Gruppen, auch zusammen mit anderen Schwalben.
Die Brutzeit liegt hauptsächlich zwischen April und Juli sowie August und Dezember in Westafrika, zwischen Januar und März und Mai und Dezember in Äthiopien, in Ostafrika das ganze Jahr über, zwischen Januar und Juni in Ägypten, hauptsächlich zwischen März und Mai in Israel, hauptsächlich zwischen Februar und April auf der Arabischen Halbinsel sowie zwischen April und Juni in Südwestasien.
Das einzeln stehende, schalenförmige Nest wird mit Lehm an eine Fels- oder Hauswand geklebt. Das Gelege besteht aus 2 bis 3 weißen Eiern mit bräunlich-schwarzen Punkten. Beide Elternvögel brüten.

## Gefährdungssituation
Der Bestand gilt als „nicht gefährdet“ (Least Concern).